# Laserpitium latifolium
Laserpitium latifolium L. es una especie perteneciente a la familia Apiaceae.

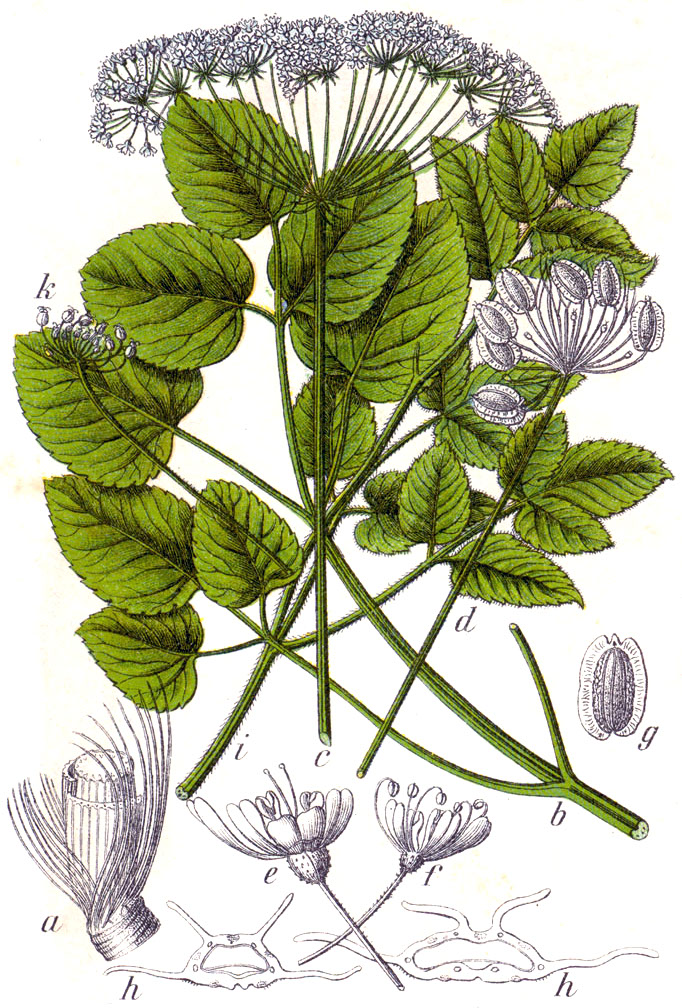
Ilustración

## Descripción
Casi glabra, grisosa, perenne de hasta 1,5 m, de sólido tallo costillado, ramoso por arriba. Hojas muy grandes bipinnadas, con lóbulos ovados, dentados y peciolados, con prominente costilla central; pecíolos de las hojas inferiores lateralamente comprimidos, los de las superiores muy hinchados. Flores blancas, en umbelas de 25-40 radios primarios, con numerosas brácteas  estrechas deflexas de márgenes membranosos; pocas bractéolas , subuladas. Fruto ovoide, de amplias alas onduladas. Florece a final de primavera y en verano.

## Distribución y hábitat
Gran parte de Europa, excepto Albania, Gran Bretaña, Grecia, Irlanda, Islandia, Holanda y Portugal. Introducida en Bélgica. Habita en bosques de montaña, entre rocas y malezas.

## Taxonomía
Laserpitium latifolium fue descrita por Carlos Linneo y publicado en Sp. Pl. 248 1753.
Sinonimia
- Daucus latiflolius (L.) E.H.L.Krause
- Lacellia latifoliata Bubani[3]
- Laserpitium asperum Crantz
- Laserpitium flammulifolium Pau
- Laserpitium gallecicum Lacaita
- Laserpitium hippolitii Sennen
- Laserpitium pubescens Lag.[4]

## Nombre comunes
- Castellano: ajonjolí negro, cominos negros, cominos rústicos, cominos rústicos (fruto), falso turbit, genciana blanca, laser de Hércules, turbit de montaña, turbit de montañas.[4]